# Sepp Oberkirchner
Sepp Oberkirchner, auch Josef Oberkirchner, (* 27. Juli 1932 in Sankt Martin bei Lofer; † 24. Juli 2018) war ein österreichischer Politiker (SPÖ), Gewerkschafter und SPÖ-Landesparteisekretär in Salzburg. Er war von 1971 bis 1976 Abgeordneter zum Salzburger Landtag und von 1976 bis 1989 Landesrat in der Salzburger Landesregierung. 

## Ausbildung und Beruf
Oberkirchner besuchte zwischen 1938 und 1946 die Volksschule in St. Martin bei Lofer und die Hauptschule in Saalfelden am Steinernen Meer. Er absolvierte danach von 1946 bis 1949 eine Ausbildung als Werkzeugmacher in der Fachschule für Stahlbearbeitung in Fulpmes und war danach im Anschluss bis 1960 in seinem erlernten Beruf beschäftigt. Zudem war Oberkirchner von 1954 bis 1960 als Betriebsrat bei der Gießerei Waldstein in Bürmoos, wodurch er von 1959 bis 1960 auch die Sozialakademie der Arbeiterkammer Wien in Mödling. Er wechselte in der Folge 1960 den Beruf und trat in den Dienst der Gewerkschaft der Metall- und Bergarbeiter, wobei er dort von 1966 bis 1970 als Landessekretär der Gewerkschaft der Metall- und Bergarbeiter in Salzburg beschäftigt war. Oberkircher wurde 1970 Landesparteisekretär der SPÖ Salzburg und blieb in dieser Position bis 1974. Später war er bis 1996 Geschäftsführer des Ausbildungszentrums Oberrain in Unken.

## Politik und Funktionen
Oberkirchner trat 1958 der SPÖ bei und war innerparteilich als stellvertretender Bezirkspartei Vorsitzender der SPÖ in der Stadt Salzburg aktiv. Er war zudem von 1974 bis 1989 Mitglied des Landesparteivorstandes und von 1978 bis 1989 Mitglied des Landesparteipräsidiums der SPÖ Salzburg. Am 26. Mai 1971 wurde er erstmals als Abgeordneter zum Salzburger Landtag angelobt, wobei er zunächst bis 21. Mai 1974 dieses Mandat innehatte. Vom 29. Mai 1974 bis zum 1. November 1976 war er erneut Abgeordneter zum Landtag, wobei er von 1974 bis 1976 auch Klubobmann des SPÖ-Landtagsklubs war. Oberkirchner wurde am 2. November 1976 zum Landesrat in der Salzburger Landesregierung gewählt und blieb in dieser Position bis zum 3. Mai 1989 Mitglied der Landesregierung. Er wirkte von 1982 bis 1989 Landesobmann der Salzburger Naturfreunde und stand der Gesellschaft Rettet das Kind in Salzburg von 1981 bis 2006 als Präsident vor. Des Weiteren war er von 1996 bis 1998 Aufsichtsratsvorsitzender der GSWB.
Oberkirchner war als Umweltrat des Landes Salzburg ein Gegner der atomaren Wiederaufarbeitungsanlage Wackersdorf (WAA) in Bayern.

## Auszeichnungen
- Großes Goldenes Ehrenzeichen des Landes Salzburg (1986)
- Ring des Landes Salzburg (1989)
- Goldenes Verdienstzeichen der Republik Österreich (2004)